# 581
581 (DLXXXI) fue un año común comenzado en miércoles del calendario juliano, en vigor en aquella fecha.

## Acontecimientos
- Entronización en China de la dinastía Sui. Yang Chien se convierte en el primer emperador de esta Dinastía. Unifica todo el territorio chino y redacta un nuevo código legal.[1]
- En la Hispania visigoda, los vascones se rebelan contra el rey Leovigildo. Obtienen varias victorias, llegando a ocupar la ciudad de Rosas. Leovigildo dirige una expedición militar para sofocar la rebelión, derrota a los vascones y reconquista Rosas. Posteriormente entra en Vasconia, volviendo a derrotarlos y tomando numerosos prisioneros. Los jefes vascones pactan con Leovigildo la rendición y el rey construye en plena Vasconia la ciudad de Victoriacum en honor de sus triunfos sobre los vascones, siendo los prisioneros vascones los encargados de levantarla.
- Leovigildo devuelve al monasterio cristiano de San Martín, en la Cartaginense (en algún lugar entre Sagunto y Cartagena), los bienes saqueados por sus soldados durante la campaña militar contra los vascones.